# Mollet de Peralada

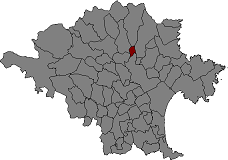
Położenie gminy na mapie comarki Alt Empordà.

Mollet de Peralada (hiszp. Mollet del Ampurdán) – gmina w Hiszpanii,  w Katalonii, w prowincji Girona, w comarce Alt Empordà.
Powierzchnia gminy wynosi 6,03 km². Zgodnie z danymi INE, w 2006 roku liczba ludności wynosiła 172, a gęstość zaludnienia 28,5 osoby/km². Wysokość bezwzględna gminy równa jest 172 metry. Kod pocztowy do gminy to 17752.

## Zabytki
- kościół parafialny św. Cebrià z XII wieku
- kościół św. Jana Degollaci z XVII wieku

## Miejscowości
W skład gminy Mollet de Peralada wchodzą trzy miejscowości, w tym miejscowość gminna o tej samej nazwie:
- Barri les Costes – liczba ludności: 15
- Casaloca – 4
- Mollet de Peralada – 156

| 1991 | 1996 | 2001 | 2004 | 2005 | 2006 |
| ---- | ---- | ---- | ---- | ---- | ---- |
| 180  | 183  | 183  | 174  | 175  | 172  |